# Five (Shinee)
Five è il quinto album in studio in lingua giapponese della boy band sudcoreana Shinee, pubblicato nel 2017.

## Tracce
1. Gentleman – 2:51
2. Mr. Right Guy – 3:21
3. ABOAB – 3:46
4. Kimi no Seide (君のせいで) – 4:16
5. Do Me Right – 3:43
6. Become Undone – 3:17
7. Get the Treasure – 3:43
8. 1 of 1 (Japanese version) – 3:26
9. Nothing to Lose – 3:03
10. Melody – 4:14
11. Winter Wonderland – 4:08
12. Diamond Sky – 4:12